# Suaeda vera
Suaeda vera — квіткова рослина з родини Амарантові (Amaranthaceae). лат. vera — «справжній».

## Опис
Це сильно розгалужений кущ із невеликими верхніми гілками, покритими лінійним м'ясистим листям; часто вся рослина стає червонуватого кольору. Висота 10–80 см, деревне. Багаторічна рослина, стебла голі. Листи 5–12 × 1–1.5 мм, тупі, іноді гострі. Верхівки з 1–3 квітками. Квітки 0,8–1,1 мм в діаметрі. Чашолистки 1–1,3 × 0,8–1 мм, довгасто-еліптичні, до яйцеподібних, тупі. Насіння 0,8–2 × 0,7–1,0, лінзоподібне, чорне. 2n = 18, 36. Квітне з березня по липень (листопад).

## Поширення
Ця рослина родом із Середземномор'я: Зх. і Пд. Європа, Пн. Африка, Зх. і Пд. Азія, Макаронезія, 0–1000 м. Цей прибережний вид може бути знайдений особливо там, де є галька і солончаки. Це поширений чагарник в засолених ґрунтах як водно-болотних угідь так і узбережжя (скелясті ділянки включно).

## Галерея

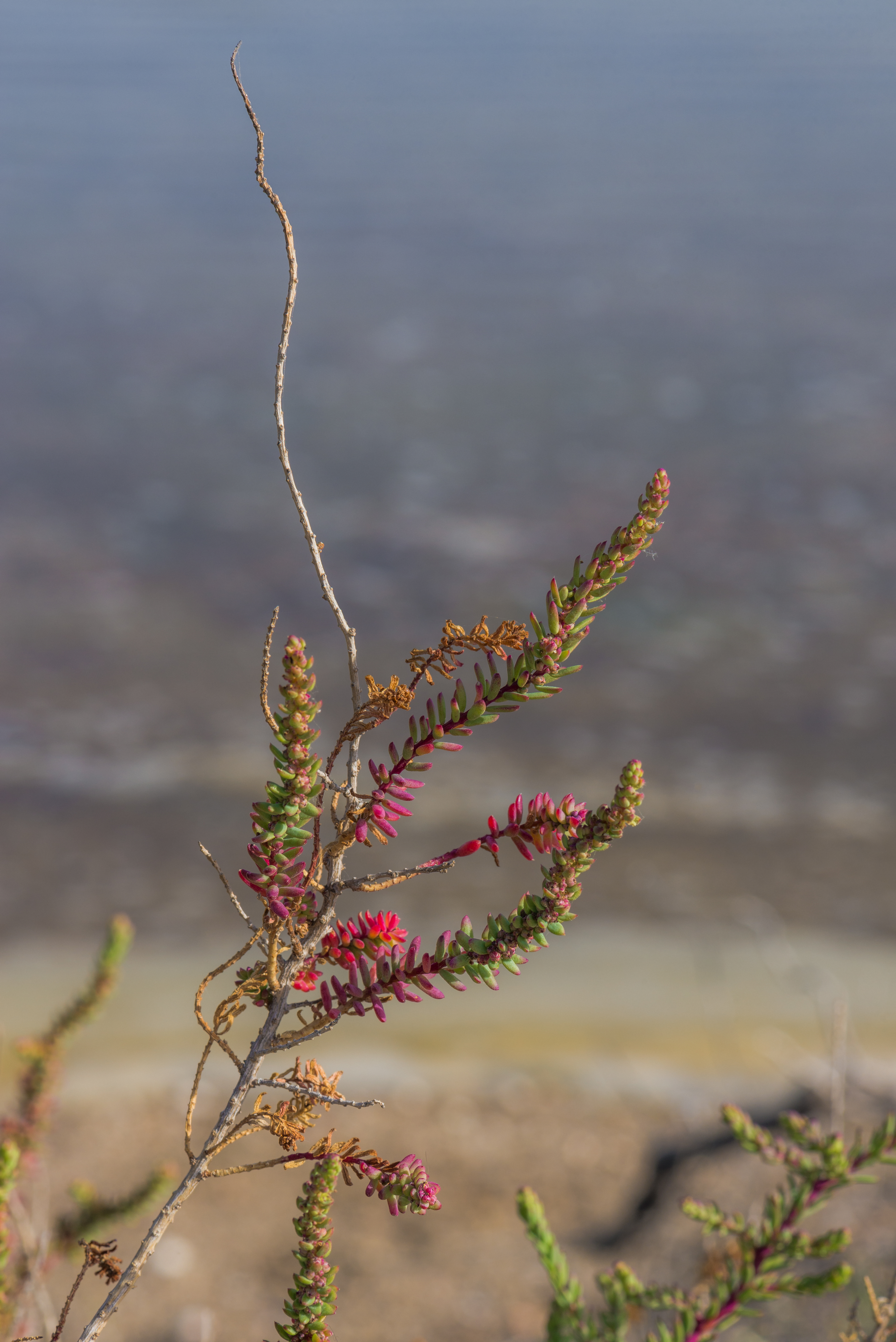
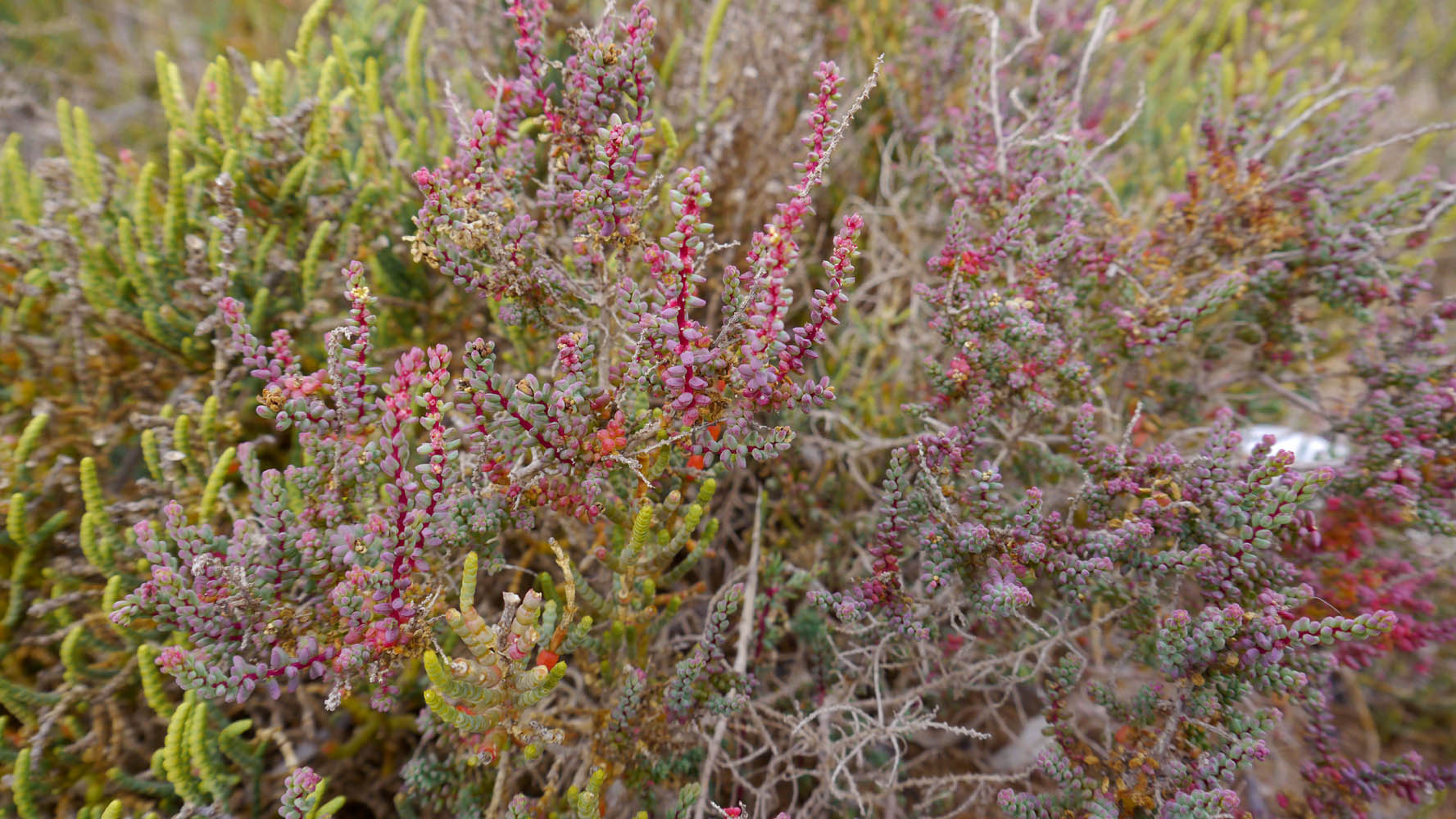

| Гібіскус | Це незавершена стаття про квіткові рослини. Ви можете допомогти проєкту, виправивши або дописавши її. |